# Joseph Abasq
Joseph Abasq fue un escritor francés nacido en Guipronvel, Bretaña, en 1923 y fallecido en Saint Herblain en 2006. Fue profesor de inglés y bretón, principalmente en Nantes y participó en el desarrollo de emisiones de radio con Charles Le Gall en los años 1950-60.
Ha escrito extensamente en lengua bretona en la revista Brud Nevez, sobre todo en historias cortas y traducciones: sonetos de Shakespeare y el Cafflogion galés de RG Jones y Treid daouhualet de Kate Roberts, y Largo desolato, una obra de Vaclav Havel.
También participó en la elaboración de un diccionario bretón-francés.